# Wasis Diop
Wasis Diop (* um 1952 in Dakar, Senegal) ist ein senegalesischer Musiker und Songwriter, bekannt für eine Mischung der traditionellen senegalesischen Volksmusik mit moderner Popmusik und Jazz.

## Leben und Karriere
Diop ist Sohn eines hohen senegalesischen Beamten und Mitglied der ethnischen Gruppe der Lébou. Er verließ den Senegal in den 1970er Jahren, um in Paris Ingenieurwesen zu studieren. Um 1974 wandte er sich der Musik zu und bildete mit dem senegalesischen Musiker Umban Ukset die Band West African Cosmos, die 1976 ein Album veröffentlichte. Diop verließ die Band im Jahr 1979, um eine Solokarriere zu starten. In den 1980er Jahren erzielte er einige kleinere Erfolge, vor allem bei Produktionen der Sängerin France Anglade und des Jazzsaxophonisten Yasuaki Shimizu, auf dessen Album Subliminal (1987) er sang. In den frühen 1990er Jahren festigte sich seine Karriere mit dem Erfolg seines ersten Albums, dem Soundtrack zum Spielfilm Hyenes (der unter der Regie seines Bruders, Djibril Diop Mambéty entstand). Die Zeitschrift Variety beschrieb seinen Soundtrack zu dem Mahamat-Saleh Harouns Film Daratt aus dem Tschad (2006) als „hervorragend“. In der Folge arbeitete der Künstler mit Haroun an weiteren Filmprojekten zusammen (Ein Mann, der schreit, Grigris Glück, Hissène Habré – Die Tragödie des Tschad, Hoffnung auf Heimat und Lingui, les liens sacrés).
Weitere Alben folgten: No Sant im Jahr 1995, Toxu im Jahr 1998 und das Sammelalbum, Everything Is Never Quite Enough im Jahr 2004. Sein Song African Dream, eine Auskopplung aus dem Album No Sant, schaffte es beinahe in die Top 40 der UK Singles Charts.
Diop lebt in Paris und schreibt viele seiner Texte in Französisch. Er ist auch auf Alben von Trilok Gurtu und Didier Malherbes Hadouk Trio zu hören.
Die erfolgreiche Regisseurin und Schauspielerin Mati Diop ist seine Tochter.

## Filmmusik (Auswahl)
- 1986: N'tturudu
- 1992: Hyänen (Hyènes)
- 1992: Samba Traoré
- 1992: Yalla yaana
- 1998: TGV Express – Der schnellste Bus nach Conakry (TGV)
- 1998: Tourbillon
- 1999: La petite vendeuse de soleil
- 2001: Les Couilles de l'éléphant
- 2002: L'Amour interdit
- 2002: Le Prix du Pardon – Der Preis der Vergebung (Le Prix du pardon)
- 2004: Un amour d'enfant
- 2005: Delwende, lève-toi et marche
- 2005: Le Sifflet
- 2006: Daratt
- 2010: Ein Mann, der schreit (Un homme qui crie)
- 2013: Grigris Glück (Grigris)
- 2016: Hissène Habré – Die Tragödie des Tschad (Dokumentarfilm)
- 2017: Hoffnung auf Heimat (Une saison en France)
- 2021: Lingui, les liens sacrés

## Diskografie
- Hyènes (1992)
- No Sant (What's Your Name?) (1996)
- Toxu (1998)
- Everything Is Never Quite Enough (2003) (Kompilation)
- Judu Bek (2008)
- Séquences (2014)